# Támír Kóhén
Támír Kóhén (héber betűkkel תמיר כהן, izraeli angol átírással Tamir Cohen, 1984. március 4., Tel-Aviv) izraeli középpályás. Apja, Avi Cohen, a Rangers és a Makkabi Tel-Aviv játékosa volt.
A Makkabi Tel-Aviv junior csapatában kezdte pályafutását, 2007 januárjában az izraeli Makkabi Netánjá csapatához igazolt.
2008. január 1-jén 39 000 fontért az angol Bolton Wanderershez szerződött. Első szezonját 11 szerepléssel zárta új klubjában. A 2008/2009-es szezonban Cohen súlyos combsérülése miatt nem tudott kulcsszerepet játszani a Boltonban. Az izraeli labdarúgó csak a szezon végén tudott újra játszani, elsőként az Aston Villa elleni mérkőzésen, amelyen nagyon fontos gólt szerzett. 2008 és 2011 között 49 mérkőzésen összesen 6 gólt szerzett az angol Bolton Wanderers színeiben.
2011. augusztus 8-án négyéves szerződést kötött az izraeli Makkabi Haifával.